# Sierro (kommunhuvudort)
Sierro är en kommunhuvudort i Spanien.   Den ligger i provinsen Provincia de Almería och regionen Andalusien, i den södra delen av landet, 400 km söder om huvudstaden Madrid. Sierro ligger 726 meter över havet och antalet invånare är 452.
Terrängen runt Sierro är huvudsakligen kuperad, men västerut är den bergig. Runt Sierro är det mycket glesbefolkat, med 5 invånare per kvadratkilometer. Närmaste större samhälle är Tíjola, 4,0 km nordväst om Sierro. 